# Bergkirche Heinsheim
Bergkirche är en kyrkobyggnad som ligger i orten Heinsheim i Landkreis Heilbronn, Baden-Württemberg i Tyskland.

## Kyrkobyggnaden
Ursprungliga kyrkan uppfördes någon gång på 900-talet. Platsen kyrkan byggdes på förmodas vara ett torg för druider. Tidigaste skriftliga dokument om kyrkan är från år 1288 och där omnämns kyrkans östtorn. Tornets massiva fyrkantiga bas tillkom troligen på 1100-talet och troligen byggdes tornet om omkring år 1250. Triumfbågen som förbinder kyrkans långhus med koret är från denna tid. Kyrkans långhus byggdes om år 1376.
Vid en renovering år 1959 hittades gamla riddargravar på cirka en meters djup, av vilka några var oskadade och orörda.

## Inventarier
I kyrkan hänger tre klockor, där den äldsta och minsta klockan göts år 1621.

## Bildgalleri

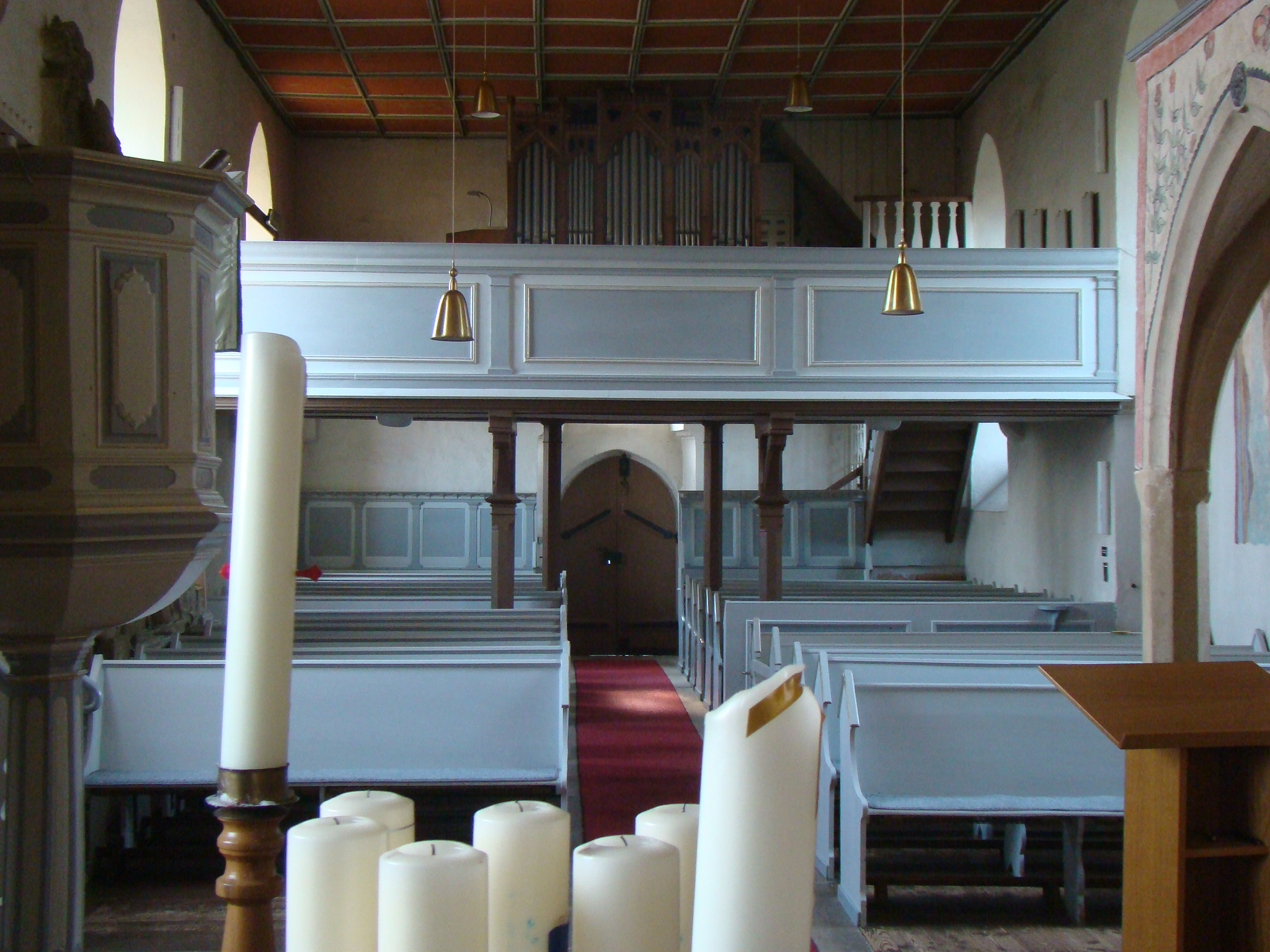
Kyrkorum mot väster
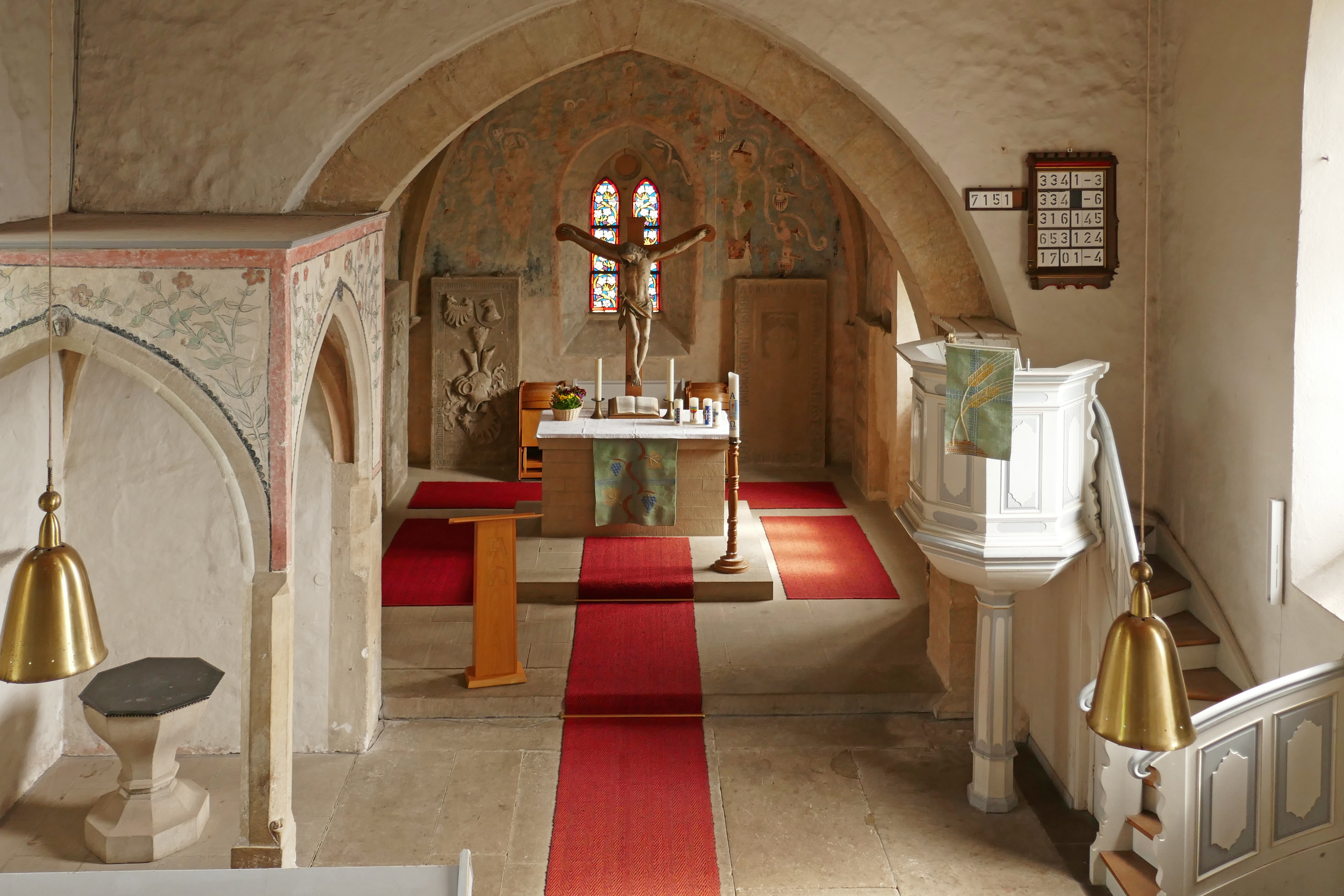
Koret
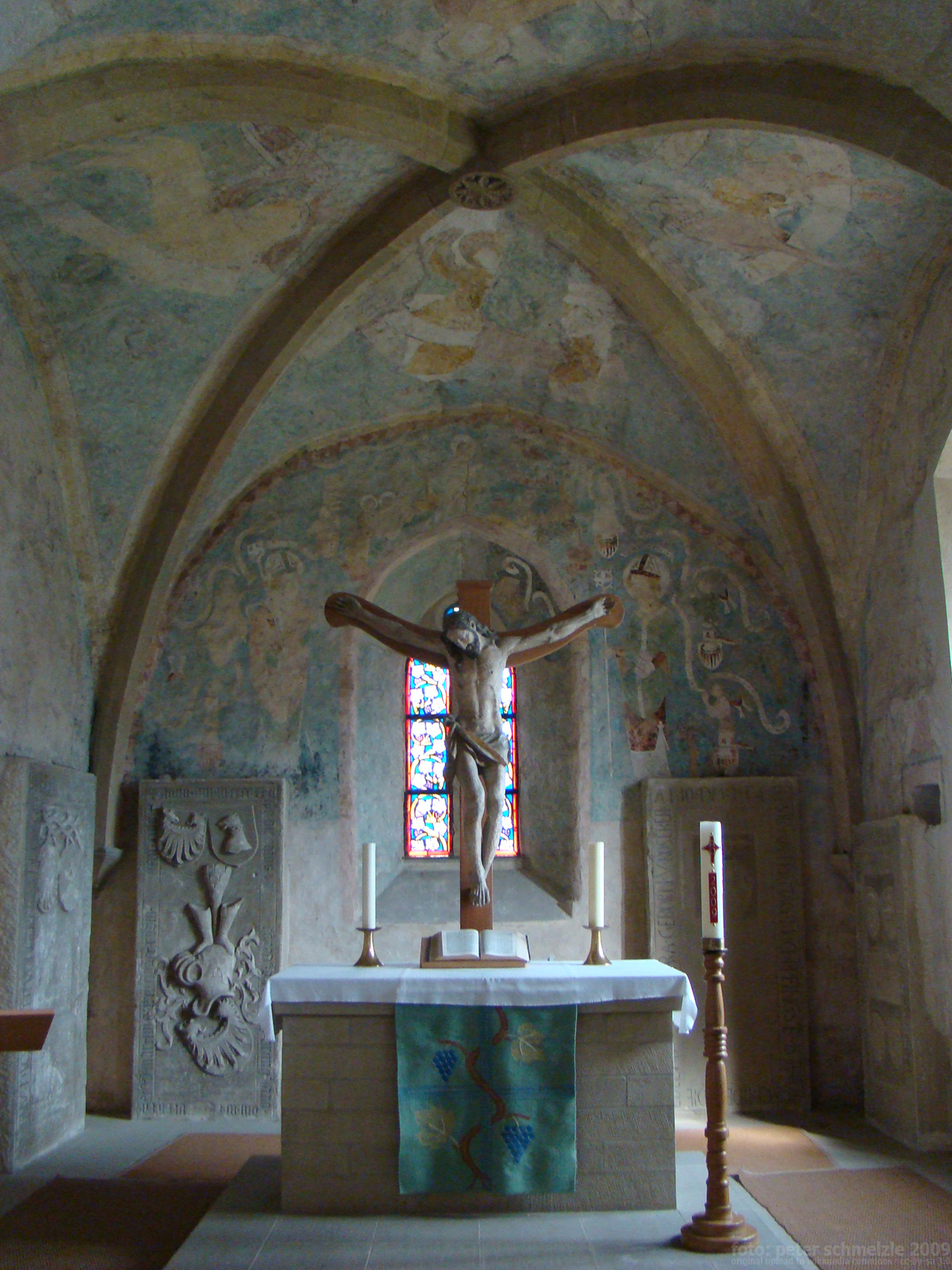
Altare med krucifix
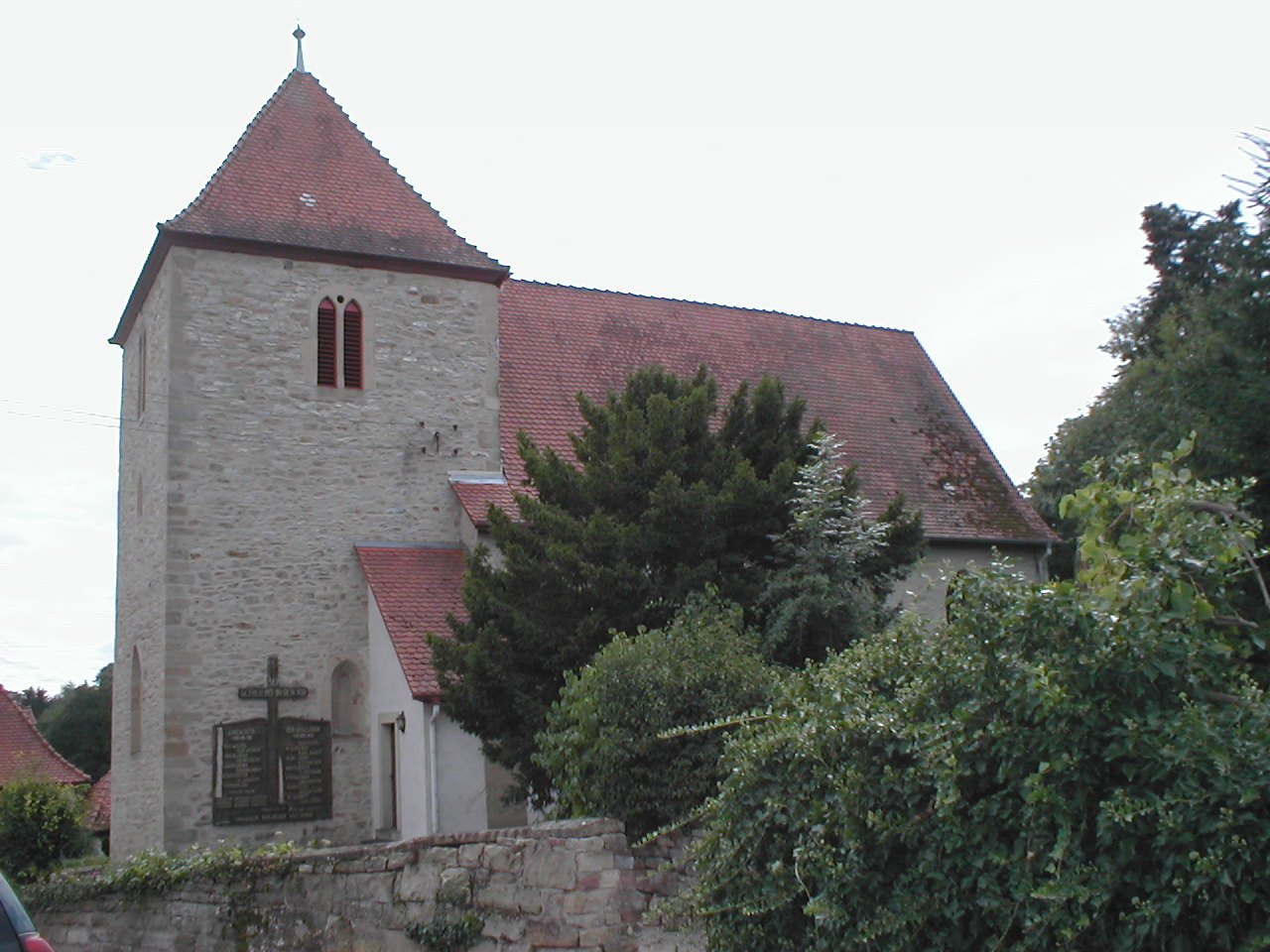
Kyrkan från norr